# Władimir Sznejderow
Władimir Adolfowicz Sznejderow (ros. Владимир Адольфович Шне́йдеров; ur. 1900 w Moskwie, zm. 1973 tamże) – radziecki reżyser filmowy. Ludowy Artysta RFSRR (1969). Pochowany na Cmentarzu Nowodziewiczym w Moskwie.

## Wybrana filmografia
- 1935: Dżulbars[2]
- 1935: Złote jezioro[2]
- 1938: Dzielny Gajczi[3]

## Nagrody i odznaczenia
- Ludowy Artysta RFSRR (1969)
- Zasłużony Działacz Sztuk RFSRR (1955)